# Ли, Ховард
Ховард Стюарт «Хови» Ли (фр. Howard Stewart "Howie" Lee ; 13 октября 1929, Торонто, Канада — 13 ноября 2014, Юнионвилл, Онтарио, Канада) — канадский хоккеист, бронзовый призёр зимних Олимпийских игр в Кортина-д’Ампеццо (1956).

## Спортивная карьера
Начал свою карьеру в молодёжном составе клубе Toronto Marlboros, выступая в младшей хоккейной ассоциации провинции Онтарио (1949). Перейдя в следующем году в основной состав, завоевал Кубок Аллана (1950), приз для лучшей любительской команды Канады. Сезон 1951/52 провел в составе Saint John Beavers, а в 1952/56 гг. выступал за клуб Kitchener-Waterloo Dutchmen, в составе которого дважды выигрывал Кубок Аллана (1953 и 1955).
На зимних Олимпийских играх в Кортина-д’Ампеццо (1956) в составе национальной сборной стал бронзовым призёром.
Завершил игровую карьеру в клубе Kitchener-Waterloo Dutchmen (1956/58). Занимался девелоперской и брокерской деятельностью, также тренировал игроков Малой хоккейной лиги Юнионвиля.